# Leșu, Bistrița-Năsăud
Leșu (maghiară Les, germană Lesch) este satul de reședință al comunei cu același nume din județul Bistrița-Năsăud, Transilvania, România. Se află în partea de nord-est a județului, la poalele nordice ale Vârfului Stegii și cele sudice ale Heniului Mare din Munții Bârgău.

## Date geografice
Localitatea Leșu este situată la poalele munților Bîrgăului. Gospodăriile sunt dispuse pe Valea Leșului (afluent al Ilvei) și pe cele ale afluenților săi, precum și pe dealurile din bazinul Leșului.
Distanța de la centrul satului până la cel mai apropiat oraș - Sangeorz-Bai - este de 17 km, până la orașul Năsăud este de 30 km, iar până la reședința de județ - municipiul Bistrița - este de 60 km. Cea mai apropiată gară CFR este Leșu Ilvei (5 km); gara Ilva Mica (cu oprire pentru trenurile accelerat) este la o distanță de 10 km. Singura cale de acces spre sat este drumul județean 172C - asfaltat partial. Din centrul localității până în satul vecin Lunca Leșului este o distanță de 6 km.
Leșu se învecinează cu localitățile Ilva Mică, Poiana Ilvei, Măgura Ilvei, Ilva Mare, Lunca Ilvei, Tiha Bârgăului și Prundu Bârgăului.
Relieful este deosebit de variat și frământat. El cuprinde văi, lunci și munți și se situează în cazul dealurilor de la 700–1200 m. până la 1612 m., cât are vârful Heniu, cel mai înalt din Munții Bârgăului.
Luncile Leșului sunt: lunca Blidarului și lunca Husadișului. Dealurile care înconjoară vatra satului poartă denumiri interesante, iar zona montană este reprezentată de: Heniu, Muncelul, Arandașul, Măgura Neagra și vârful Măgurii. Aceștia sunt acoperiți cu păduri de conifere și foioase, în care găsesc condiții favorabile de existență ursul, lupul, cerbul, căprioara, vulpea, jderul, viezurele, cocoșul de munte.

### Ape
Cea mai importantă este Valea Leșului. Ea izvorăște din munții Bârgăului și culege, până la vărsarea ei în Valea Ilvei -la rândul ei, singurul afluent al Someșului Mare, de pe partea stangă - un număr însemnat de afluenti. Aceasta rețea cuprinde: pe partea stângă: Grozavul, pârâul Bondarului, pârâul Huhului, Valea Glodului, Valea Porcului, Valea lerboșelii, și Valea lerboasei, Valea Colibilor, Leștiorul, Valea Largă și Valea Cusărița. Pe partea dreaptă: pârâul Salhoșelii, pârâul Ungurului, Tisa, Valea Măgurii, pârâul Horghii, Valea Boului, Valea lui Samson, Valea Seciului, Blidarul, Blidărelul, Blidirelul, pârâul Pârului și Valea Runcului.
Debitul maxim are loc în lunile martie-mai, ca urmare a topirii zăpezilor și a ploilor, iar cel minim, în cursul lunilor de vară, mai ales a verilor secetoase când apele scad considerabil.
Debite foarte mari sau foarte mici ale apelor din judet s-au înregistrat în: luna aprilie 1913, aprilie 1932, iulie 1933, februarie 1958, mai 1970 și aprilie 1974. Atunci văile și pâraiele Leșului au înregistrat niveluri record producându-se mari pagube drumurilor. căii ferate forestiere și gospodăriilor oamenilor. De pe urma acestor grave distrugeri, circulatia trenului forestier a încetat definitiv, repararea terasamentului avariat necesitând mari sume de bani, care din rațiuni economice și financiare, n-au fost alocate.

### Clima

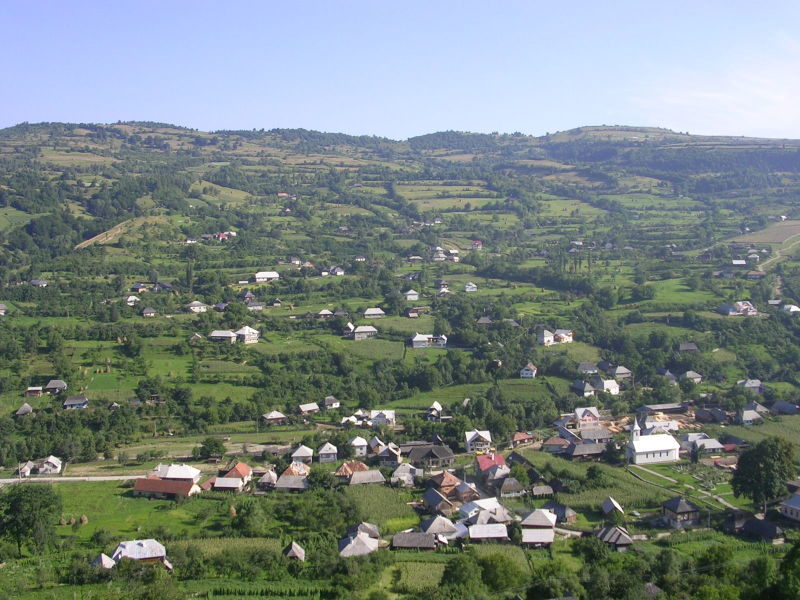
Biserica și Fața din Jos

Fiind înconjurat din toate părțile de munți și dealuri impadurite, temperatura, vânturile și ploile ce se produc în comuna Leșu, sunt în bună parte determinate de cauze locale.
Dupa cum afirma Ion I. Degica, in teza sa de doctorat elaborata in 1935, precipitațiile atmosferice variaza intre 712–780 mm. Plouă mai ales primăvara și la sfârșitul toamnei. Primăvara e relativ lungă, răcoroasă și ploioasă. Vara este scurtă și nu prea caldă, căldura cea mai mare în regiune ajungând la +32 °C - +34 °C. Toamna este rece și ploioasă, ceea ce impiedică în mare măsură recoltarea grâului și uneori chiar a porumbului. Zăpada cade la sfârșitul lui octombrie și iarna temperatura ajunge până la -26 °C - -30 °C.
Temperatura medie a anului este de +6°- +8 °C. De atunci, așa cum se poate constata, s-au produs o serie de modificări și în clima așezării leșene care au ca tendință o creștere a temperaturii aerului și o scădere a volumului de precipitații, cauzate în bună măsură de reducerea suprafețelor împadurite. 
Ca și în zonele învecinate, în zona montană se etajează, începând de jos, soluri brune acide, soluri brune podgorice și podgoluri la care se adaugă roci vulcanice, andosolurile. Solurile aluvionale sunt răspândite doar în lunca îngusta a așezării. Domină deci solurile podgolice și argiloase. Din acest motiv în comuna Leșu, vegetația de bază o reprezintă pădurile de foioase și rășinoase, ierburile montane și pășunile care sunt de o calitate superioară, fapt ce determină preocuparea principală a leșenilor, din vechime până astăzi: creșterea animalelor.
Plantele cultivate: cartoful, ovăzul și pe suprafețe mici, porumbul, grâul, orzul, legumele, pomii fructiferi.

## Repere istorice
Despre localitatea Leșu se pomenește pentru prima dată, după cum afirma profesorul Anton Coșbuc, unul din fiii de seamă ai acestei așezări, în studiul său intitulat "Obârșia satului Leșu", la începutul sec. al XVII-lea. Este vorba despre catastifele de dare ale orașului Bistrița pe anul 1603, în care găsim consemnat și numele satului Leșu. Au existat în decursul timpului și alte puncte de vedere cu privire la vechimea satului Leșu.

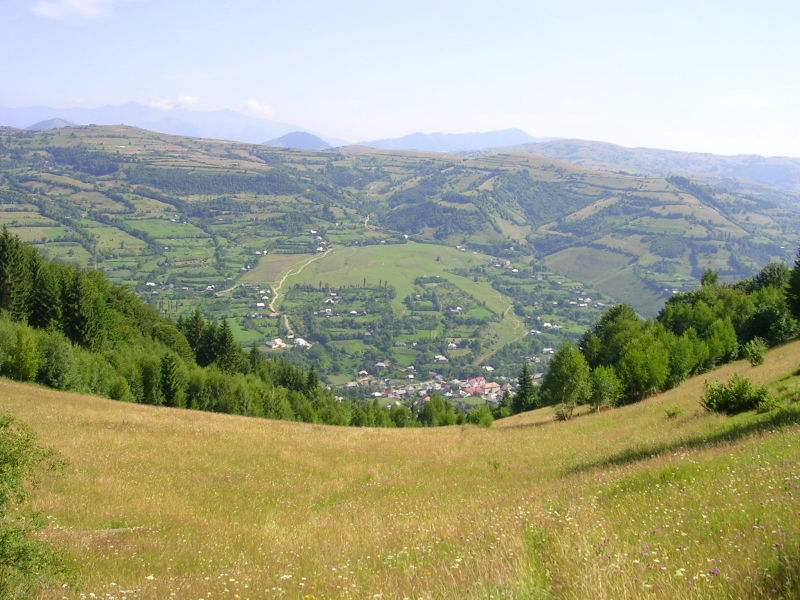
Leșu - vedere panoramică dinspre Săcătura Arsului 2005 (la orizont Munții Rodnei - Vf. Ineu)

Astfel, preotul Anton Mălai, într-o descriere a parohiei greco-catolice Leșu, din 3 octombrie 1853, a stabilit inițial că așezarea ar exista din 1561, ca apoi să reconsidere această dată și să precizeze că anul de înființare a localității ar fi fost 1621. Îndreptarea e o dovadă că preotul A. Mălai a stabilit vechimea satului nu întemeiat pe vreo consemnare mai veche, ci în baza unor deducții personale care i-au îngăduit să ezite între cele două date, oprindu-se totuși asupra celei din urmă, care i se părea mai bună. 
Mai târziu, la 1869, preotul greco-catolic Ioan Chita fixează ca dată a întemeierii Leșului anul 1624. Diferența dintre acești ani s-ar putea explica printr-o greșeală de calcul sau de transcriere, sau poate chiar prin tendința de originalitate care se resimte la toate cronicile sătești. Oricare ar fi însă explicarea acestor nepotriviri cronologice, întemeierea Leșului trebuie pusă mult înainte de anul 1620.
Potrivit unei schițe istorice, scrisă de un necunoscut între 1840-1857, Satul Leșu s-a întemeiat... de către leși. Atunci au venit cinci familii din țara leșească care au rămas cu același nume până în ziua de azi: Moț, Hurdiș, Todica, Varvarii și Constantin. Mai târziu au mai venit trei familii: Solcan, venită din Solcaz, Gălănești din Jacova și Todicanii din Todasca. 
Într-o însemnare mult mai târzie a învățătorului Samson Leonte, se zice că s-au așezat mai întâi șapte ruși, veniți din Galiția (țara leșească), cu capre și aflând lunca frumoasă, cu codrii seculari, neatinși de secure, ba nici de picior omenesc, apoi făcând oarece poiană prin tăierea pădurii spre nutrirea caprelor, s-a format comuna Leș, după numele leșilor, care mai târziu au dispărut, formându-se comuna prin emigrare mai mult de prin sate bucovinene și ardelene, aflând bune mijloace de trai în creșterea vitelor, căci trăiau numai cu lăptării și carne, vânat de soi, ba și bouri (zimbri), pești în abundență (între alții păstrăvi și lipeni mai mulți). 
Profesorul Anton Coșbuc, care s-a referit în lucrarea sa la obârșia satului Leșu a analizat din mai multe puncte de vedere variantele arătate mai sus, fiind de părere că există câteva motive serioase ce fac ca tradiția potrivit căreia Leșu a fost înființat de leși să nu aibă un substrat real, deoarece această tradiție este foarte puțin cunoscută; abia câțiva bătrâni știutori de carte mi-au povestit despre cei șapte leși veniți din Galiția. În schimb, este foarte răspândită credința că Leșu a fost întemeiat de ruși. După unii, aceștia au venit din Bucovina și și-au așezat turmele lor în stânga văii unde sunt astăzi grădinile Arteneștilor; după alții, rușii au fost din Ilva Mică și au venit pe Valea Leșului «a pești» oprindu-se la Pietroasa (loc în apropierea văii la vreo 7 km. din sus de sat), unde și-au ridicat colibe.  Anton Cosbuc constată în perioada interbelică faptul că popularitatea acestor legende este atestată doar la bătrânii cu un nivel cultural ridicat, ceea ce îl face să creadă că legenda întemeierii satului de "pionieri" leși sau ruși este rodul elaborării unor texte precum cele citate mai sus, în secolul al XIX-lea, care explicau simplist originea satului și a locuitorilor săi. Atribuirea originii slave pentru cei dintâi locuitori ai satului s-ar explica prin ignoranța celor care au elaborat legendele secolului al XIX-lea, mai precis incercării de a justifica prezența cărților "rusești" în patrimoniul bisericii greco-catolice din Leșu. Respectivele cărți "rusești" nu sunt însă altceva decât manuscrise și cărti redactate în limba slavonă, limba de cult în Biserica ortodoxă din Transilvania, până în secolul al XVIII-lea. Această limbă le era deja străină celor care au încercat să realizeze schițe istorice despre întemeierea Leșului în secolul al XIX-lea și de aici până la explicarea prezenței acestor texte în  patrimoniul bisericii parohiale din Leșu prin crearea legendei despre leșii sau rușii întemeietori pasul a fost ușor de făcut. Potrivit altei variante cei dintâi locuitori au fost din Sângeorz (azi orașul Sângeorz Băi). Mai există o schiță istorică a comunei Leșu, scrisă tot de un necunoscut între 1857-1871, în care se spune că Leșu s-a format din mijlocul românilor din Ilva Mică.
Cea mai plauzibilă explicație a formării noului nucleu de locuire pe Valea Leșului pare a fi aceea care privește înființarea noului sat ca rezultat al strămutării unor locuitori din bazinul superior al Someșului Mare înspre locuri mai ferite, cum oferea Valea Leșului, într-un context politic sau economic care ar fi impus o asemenea mișcare de populație. Nu trebuie însă neglijat nici aportul de populație venită dinspre Bucovina.

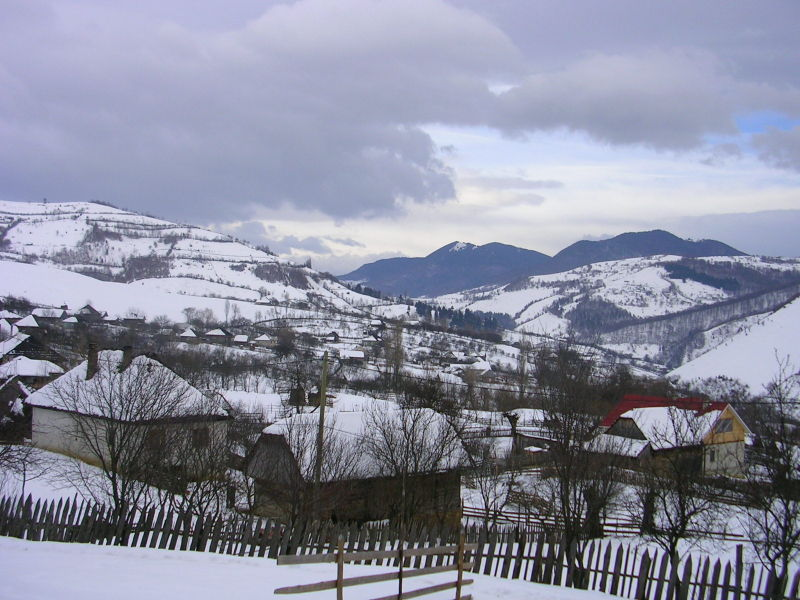
Fața din sus - iarna - 2005

În legătură cu atribuirea denumirii comunei Leșu, au circulat și unele legende. Una din ele spune: „Când era Ștefan cel Mare vodă peste Țara Moldovei, vineau pizmașii roi-roi asupra lui, căci îl dușmăneau văzându-i vitejia. Ștefan, care și ziua și noaptea era cu ochii în patru, cum da de veste că vin pizmașii din o parte ori din alta, le ieșea în cale și ți-i snopea, de le trecea pofta de-a mai veni în Țara Moldovei. Se întâmplă însă că odată, pe când Ștefan era dus la vânătoare, după un cerb, despre care se spunea că e năzdrăvan, tăbărâseră în țară o mulțime de leși, prădând și omorând tot ce le venea în cale. Ștefan, prinzând de veste, le ieși în cale, dar văzându-i că-s și de zece ori mai mulți decât ai lui, îi lăsă ca să-și facă voia prin țară, iar el se retrase în munți, cu toate bogățiile țării, unde înmulțindu-și armata, așteptă un timp bine venit, ca să-i poată lua la răfuială. Așa și făcu. Leșii, văzând că Ștefan nu-i ca-n palmă, îl căutară până ce au dat de veste că-i ascuns în munții Ardealului. Se luară deci după urmele lui și-l aflară din sus de Câmpulung lucrând la o biserică. Crezând că Ștefan nu prea are oameni se luară după el, dar mai mare le-a fost spaima că, pe când era să-l ajungă, se trezesc înconjurați jur împrejur de oameni de ai lui Ștefan. Se încinse o harțuială de credeai că piere lumea. Picau românii moldoveni, dar mai picau și leșii, de era o vale de sânge. Românii îi omorâră până la unul, iar drept pomenire că și ăst neam a umblat pe aceste locuri, Ștefan făcu un sat la care îi puse numele Leșu." 
Firește în cunoașterea originii, vechimii și denumirii unei așezări umane, un loc important îl ocupă și toponimia așezării. În această privință o contribuție de seamă a adus-o prof. Nicolae Drăganu, în lucrarea sa intitulată "Toponimie și istorie", care în ceea ce privește explicarea etimologică a Leșului (apă și sat), socoate că aceasta „este deosebit de grea din pricină că pot fi socotite la fel de valabile, oricare din punctele de vedere adverse."  Autorul lucrării trece în revistă totuși pe mai multe pagini numeroasele variante utilizate, în graba timpului, în diferite documente oficiale ori lucrări de specialitate, de la less (maghiara)- care înseamnă loc de pândă (pus in legatura cu sistemul de supraveghere a căilor de acces spre cetatea Rodnei), slavul les (aluniș) până la denumirea deleși (poloni).
Etimologia așezării de la poalele Heniului a preocupat și pe alți istorici și oameni de litere din județ, cât și pe autorități. Astfel, în 1923, autoritățile guvernamentale au solicitat organelor administrative din județele României să facă, unde era cazul, propuneri de schimbare a denumirii unor așezări, în special din Transilvania, care fuseseră maghiarizate. Principiile care trebuiau avute în vedere erau următoarele: "Să se dea satelor foste românești sau în momentul de față românești numire română obișnuită sau vechea numire care se mai păstrează în amintirea bătrânilor pe hărți vechi, sau în documente locale".  Formarea de nume cu totul noi era recomandată numai în cazuri extreme și atunci numai cu asentimentul localnicilor. Comisia județeană constituită pentru a face propuneri în acest sens, formată din Virgil Șotropa, Nicolae Drăganu și Iulian Marțian, a propus în cazul Leșului: primul să se cheme Leșeni, iar ceilalți doi să se mențină denumirea de Leșu, care era de mult încetățenită în memoria locuitorilor". Denumirea de Leșu a fost trecută și pe hărțile județului și ale țării in 1923.

## Școala
Există o școală cu ciclul primar și gimnazial, una în satul Leșu și una în satul Lunca Leșului, și o școală cu ciclul primar, în satul Lunca Leșului, cătun Valea Măgurii. Școlile au 33 de cadre didactice: 33, din care: 16 educatoare și învățătoare, 17 profesori din care 11 calificați și 6 cadre necalificate. Școala din sat este condusă de directorul Mircea Cosbuc.
Școala din satul Leșu are un număr de 373 elevi.

## Biserica

### Identitatea religioasă
De la înființarea satului, până în secolul al XVIII-lea, locuitorii Leșului au fost ortodocși. Ei se înșiși se declarau ortodocși în 1761 în fața comisiei care cerceta apartenența confesională a ardelenilor, desi în recensamintele oficiale habsburgice erau inregistrati ca greco-catolici în urma aderării formale a preoților leșeni la unirea cu Roma. Comunitatea revine oficial în sânul Bisericii Ortodoxe Române în 1948, în timpul păstoririi preotului Vasile Coșbuc.(Vezi detalii în Istoria Parohiei)

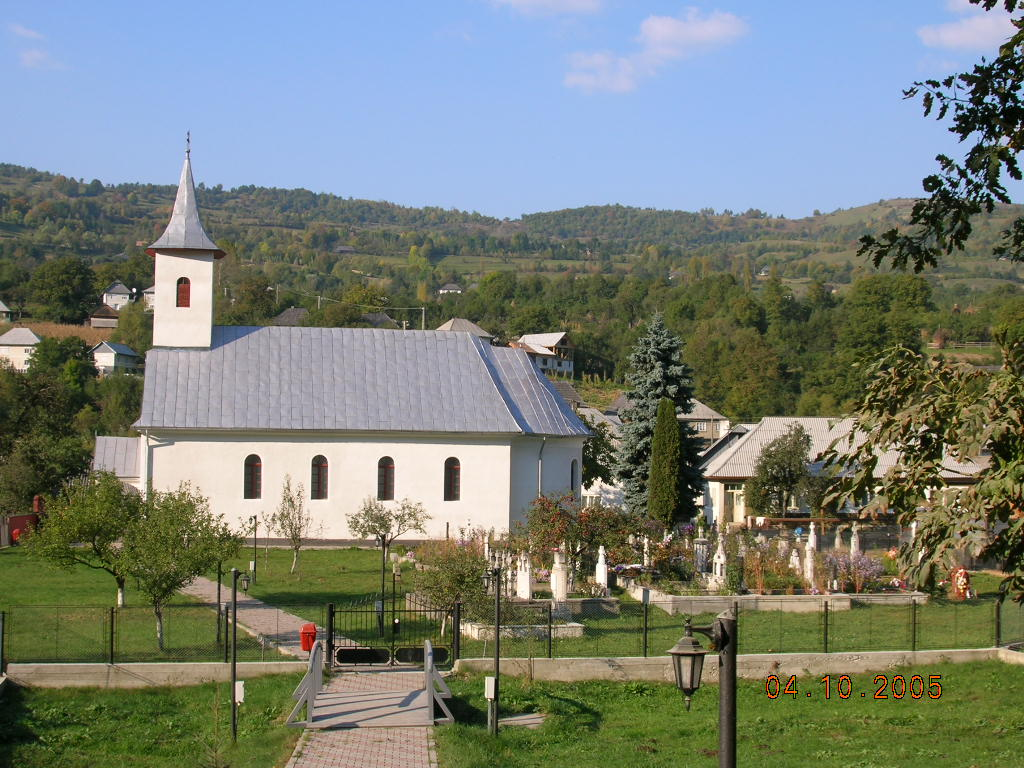
Biserica "Sfintii Cosma și Damian" (1853) foto 2005

### Lăcaș de cult

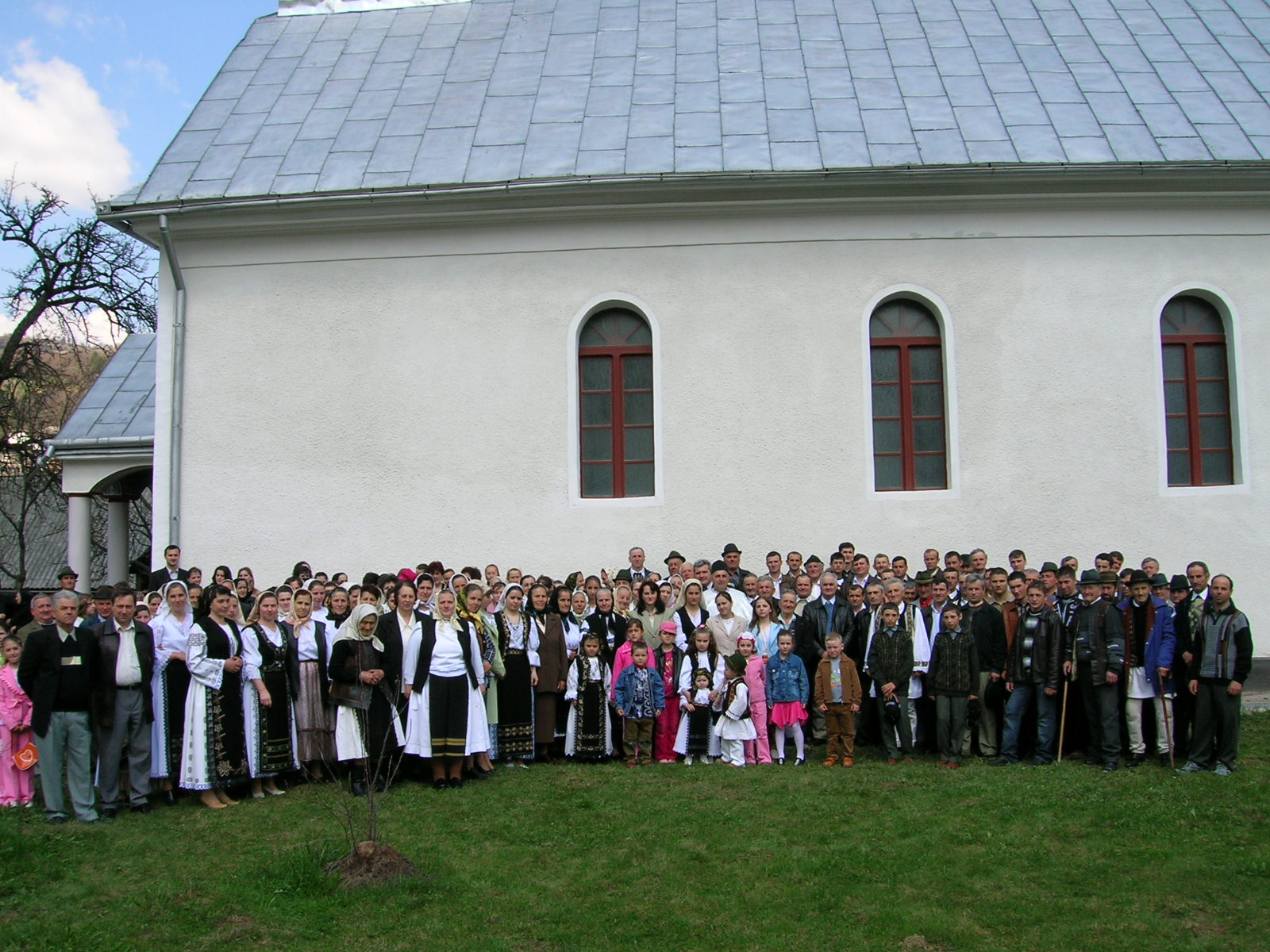
Lângă biserică după Sfânta Liturghie

Vechea biserică cu hramul Sfinții Cosma și Damian din centrul satului

## Cultură și tradiție

### Căminul cultural
În toamna anului 1927, prin stăruința studențimii din sat, cu sprijinul unor intelectuali și plugari inimoși din Leșu, a luat ființă căminul cultural, care încă de la început a purtat denumirea de Căminul cultural "Locotenent George Pop".

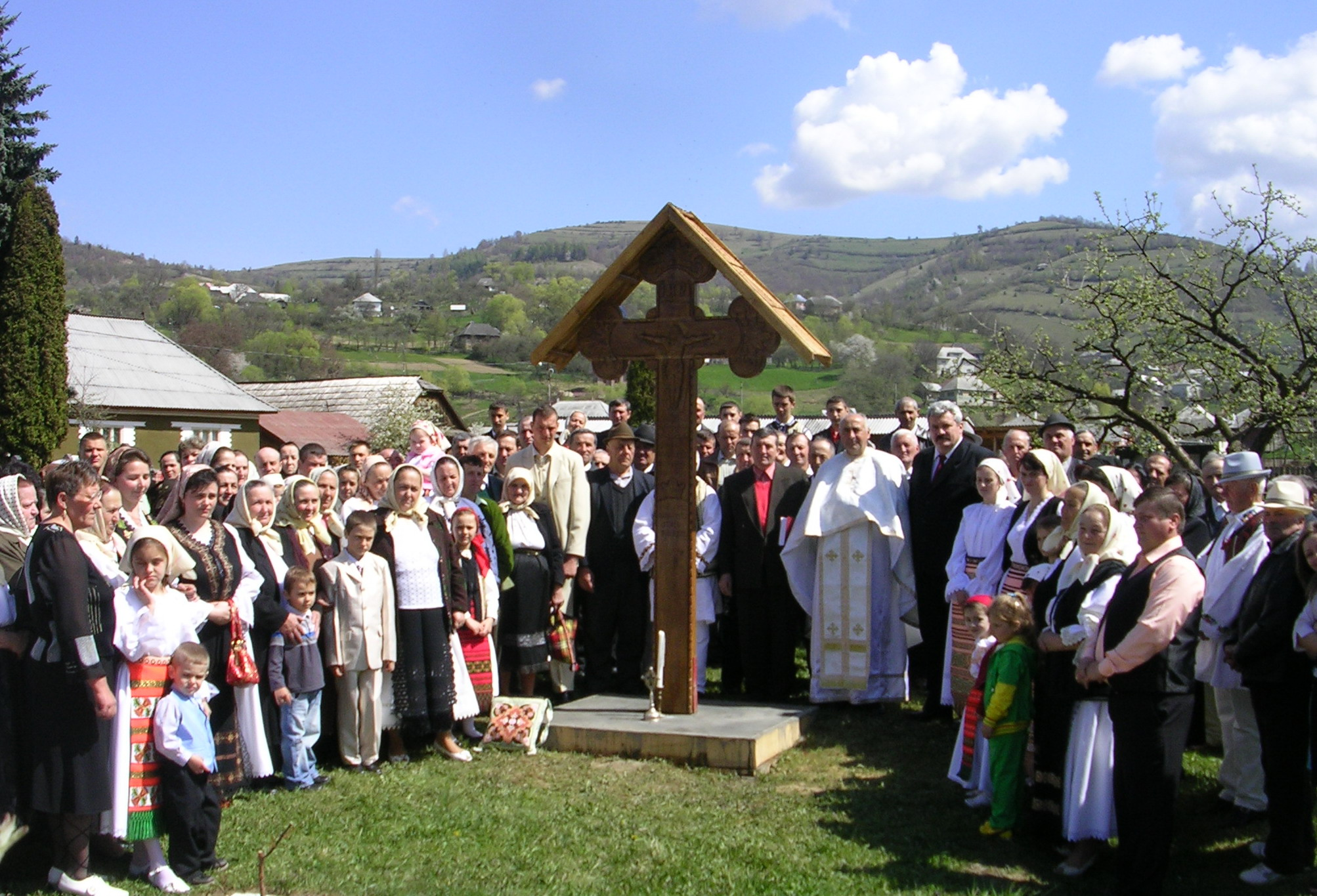
Sfintele Paști 2009 - Sfințirea troiței donate de familia doamnei Mărioara Precup

Activitatea căminului cultural se va dezvolta în anii următori, urmând tipul de activitate pe care a desfășurat-o în comună colectivul de studenți participanți la studiul sociologic, sub conducerea profesorului Dimitrie Gusti, în concepția căruia căminul cultural trebuia să fie "locul de întâlnire a puterilor culturale ale unui sat, pentru aceasta el având nevoie ... de membri nu numai însuflețiți ci și în stare totodată să înțeleagă în adâncime și să pună în practica de toate zilele programe răsărite din nevoile satului."  
Căminul cultural din Leșu a devenit locul de întâlnire a tuturor puterilor culturale din localitate, această instituție în care practic s-a lucrat pe bază de voluntariat fiind cea care a organizat și condus de aici înainte întreaga activitate din domeniu: dansuri, bibliotecă, cor, etc. Biblioteca a fost înființată în același an cu căminul cultural. Cel care a sustinut cu ardoare inființarea si îmbogățirea fondului de carte în perioada interbelică a fost Anton Cosbuc. În prezent în satul Leșu, există 2 biblioteci. Biblioteca căminului cultural numără cca. 10.300 de volume și biblioteca din Școala Leșu-Sat are în patrimoniu peste 2200 volume .

### Corul
Mândria localității Leșul, o constituie corul și trișcasii soliștii săi vocali și instrumentali. În tradiția muzicală a satului balade ca „Împărate ardeți-ar scaunul la spate și casele jumătate" care evocă suferințele prin care a trecut satul în anii regimentului de graniță când în luptele purtate de acesta pe câmpurile de bătălie ale Europei au murit nenumărați leșeni, ori „Colo-n sus pe munte verde" care amintește de vremurile grele ale unor invazii, transmiteau și o fac și astăzi din tată în fiu, sentimentele de durere, ale celor rămași acasă și de blestem la adresa celor care le-au trimis feciorii și soții la război.
Prima formație corală despre care există informații în comuna Leșu datează din 1913, când dirijorul acesteia era țăranul plugar Crăciun Băloi. Corul cânta atunci la unison cântece populare și patriotice.
Prima perioadă mai rodnică pe care a cunoscut-o corul este cea din anii 1934-1935, când corul țăranilor leșeni a obținut locul I pe țară la un concurs. Cu acea ocazie, coriștii din Leșu, dirijați de Florian Bădoiu au susținut un concert în sala cinematografului „Aro" din București.

În primăvara anului 1952 acelui an, trei profesori, culegători de cântece, de la conservatorul de muzică din Cluj: Tudor Jarda, Sigismund Toduță și Dorin Pop au poposit la Leșu. In primăvara anului următor Tudor Jarda a revenit la Leșu, cu gândul de a înființa aici o formație corală care să pună în valoare talentul leșenilor și dragostea lor de viață, de frumos precum și comorile folclorice pe care localnicii le păstraseră atât de bine. În această acțiune Tudor Jarda a fost ajutat de un grup de localnici.

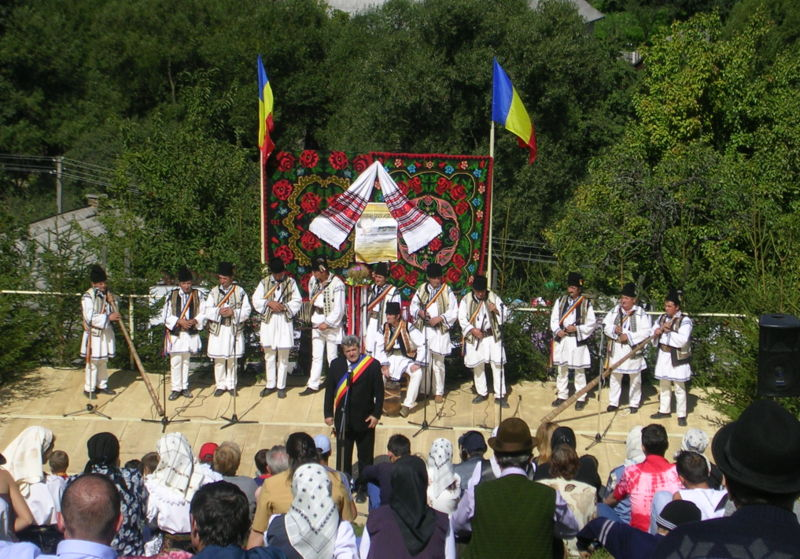
Rapsodia Trișcașilor în septembrie 2006

Localnici Aurel Pralea, Vasile Petri, Ecaterina Gagea, George Mihăese și Maria Precup au fost doar o parte din cei care i-au însuflețit pe săteni, în colaborarea lor strânsă cu compozitorul Tudor Jarda. În scurtă vreme au devenit membri ai formației corale, în prima etapă, aproape 60 de persoane din cei mai buni cântăreți ai satului; apoi în 1956, li s-au adăugat alții. Deplasându-se de la Cluj la Leșu, Tudor Jarda, a reușit în câteva luni să înființeze o formație corală, care cânta pe 4 voci, lucrări pe care el însuși le armonizase.
În repertoriul corului au fost introduse cântece care oglindeau specificul așezării, viața și ocupațiile oamenilor, momente din istoria satului. Arta veche populară românească, cântecele și strigăturile pline de umor și satiră au fost principalele surse de inspirație pentru repertoriul de peste 40 de piese corale culese și armonizate de profesorul clujean și învățate și cântate de coriști. Tudor Jarda a promovat în repertoriul corului cântecul vesel de joc, satiric, foarte caracteristic din punct de vedere al coloritului local, național și popular, creând lucrări de mare frumusețe ca: "S-ar ținea mândra de lume", "Cum nu-i badea pui de domn", "A găinii", "Mărita-m-aș mărita", "Cântecul țapinarilor", "Dusu-s-a bădița dus", "Foaie verde de măr dulce", "Cuculeț cucuț bălan", "Mărită-te mândruliță".
Unele cântece aveau și soliști sau acompaniament instrumental. Astfel la piesa corală "S-ar ținea mândra de lume" au fost soliști Ecaterina Gagea și George Mihăese. La "Cântecul de nuntă", Maria Precup a fost soprană solo, iar George Mihăese a acompaniat cu un fluier de categoria a I-a. Piesele "Cuculeț, cucuț bălan" și "Cântecul țapinarilor" au fost cântate cu acompaniament de fluiere de categoria a II-a. Pentru obținerea de performanțe, dirijorul și compozitorul a urmărit ca interpretarea să fie cât mai originală și să oglindească conținutul poetic al textului; sunetele să fie exact intonate, frazarea bine conturată iar ritmul precis; accentele, mișcarea și timbrul să fie puse de asemeni în slujba ilustrării imaginilor, mișcării și acțiunilor conținute în text.
În vara anului 1954, la numai un an de la înființare, corul căminului cultural din Leșu a obținut premiul I pe țară și titlul de laureat la cel de al lll-lea Concurs al formațiilor artistice de amatori. Juriul, publicul, radioul și presa scrisă din acea vreme, au avut cuvinte de înaltă apreciere la adresa corului din Leșu și al dirijorului ei. Din multitudinea acestor aprecieri vom cita în continuare numai una, aceea a compozitorului și muzicologului George Deriețeanu, care scria: „Această puternică formație corală s-a distins prin voci, siguranță în execuție și o interpretare realistă. Repertoriul era compus din minunatele cântece ale pădurenilor din Leșu-llvei, prezentate în prelucrarea atentă și inspirată a compozitorului clujean Tudor Jarda, dirijorul lor. Un element nou, prețios și orginal, a constat în faptul că această echipă a cântat acompaniată de o mică formație orchestrală, alcătuită din instrumente populare, utilizate în regiune (trișcă, fluier, buhai, țingălău), realizând o interesantă polifonie populară."  Formația corală a obținut același premiu I și la Concursul pe țară desfășurat în anul 1956.

### Trișcașii (trișca-fluier)

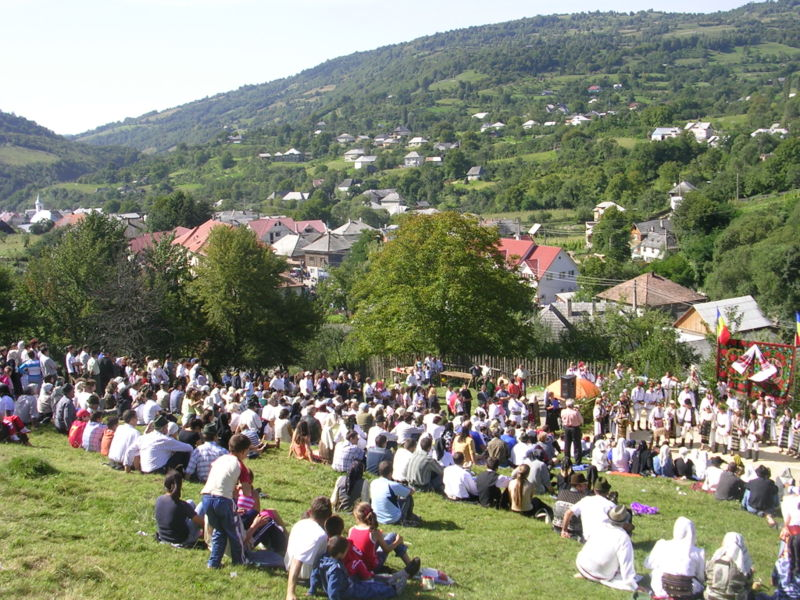
Rapsodia trișcașilor

Trișcașii există în Leșu din cele mai vechi timpuri. De altfel, aproape fiecare copil, care păzește mieii, oile sau caprele, putea și poate fi văzut și azi cu trișca după curea. Din trișcă își cântau mai mult leșenii durerea și dorul, cu trișca și cavalul imaginau ei curgerea tumultoasă a izvoarelor, cu trișca era pornit și continuat jocul feciorilor și fetelor la șezătoare.
Din dorința de a completa sonoritățile corului Căminului cultural, Tudor Jarda a introdus și instrumente populare (trișcă și steag). Folosind acompaniamentul de trișcă pentru îmbogățirea coloritului sonor al pieselor corale, în mintea coriștilor și a dirijorului s-a născut ideea înființării unei formații de trișcași pentru completarea corului. Constituirea formației de trișcași a fost un proces continuu, a avut mai multe etape, care s-au desfășurat pe durata mai multor ani.
Triștilor le-au fost adăugate: fluiere, fluiere de trestie, tulnic, cobză, buhai, tamburină, steag, solz de mesteacăn și alte instrumente. Acestor instrumente care puteau fi folosite în cadrul unui ansamblu drept conducătoare de melodie, li s-au adăugat apoi treptat steagul cu clopoței, două tamburine, țitera și încă o cobză, taragotul, cavalul, fluierele fără dop.
Acestei formații instrumentale i s-a alăturat din anul 1969 grupul de chiuitoare care fie cântau melodia cu trișcașii, fie strigau pe melodia interpretată de aceștia. Din acest grup au făcut parte:
- - Maria Precup;
  - Mărioara Precup (invitată ocazional)
  - Ioana Zăgrean;
  - Domnița Avram;
  - Maria Pop;
  - Matroana Persecă;
  - Savira Sidor;
  - Augustina Todica;
  - Șuta Persecă;
  - Elisabeta Cârdan;
  - Victorița Cărbune;

Înființată în anul 1953, când director al căminului cultural era Toma Artene, și această orchestră populară a leșenilor a desfașurat o activitate remarcabilă, atât pe plan local, dar mai ales pe plan regional, național sau chiar international.
La concursurile și festivalurile artistice de amatori cu caracter național, trișcașii au ocupat întotdeauna locuri fruntașe. Un palmares al premiilor și distincțiilor primite se prezintă astfel:
- - În anul 1954, premiul III pe țară;
  - În anul 1956, premiul II pe țară;
  - În anii 1959, 1961 și 1967, premiul I pe țară și titlul de laureat;
  - În anul 1971, premiul III pe țară.

La acestea trebuie să adăugăm locul fruntaș obținut la cel de al IV-lea Festival mondial al Tineretului, în care au reprezentat România frații Larion și Grațian Marica.
Cei mai valoroși soliști instrumentiști ai formației au fost: Ion Căilean, George Mihăese, Ion Todica, Mihăilă Bălăjan, Grațian Marica și Larion Marica.
Urmând exemplul celor mari, sub îndrumarea învățătorului Lenuț Bagi, s-a înființat o formație de trișcași și la școala Leșu-luncă, care s-a afirmat în cadrul concursurilor școlare.
Ca o recunoaștere a valoroasei tradiții ce s-a acumulat la Leșu, de către echipa de trișcași, s-a hotărât începând cu anul 1968, să se organizeze la Leșu un festival de muzică populară instrumentală intitulată „Rapsodia trișcașilor". La prima ediție au participat formații de trișcași din Rodna, Prundu Bârgăului, Târlișua, Salva, Susenii Bârgăului, Ilva Mică, Spermezeu, Bistrița Bârgăului, Parva, Poiana llvei, Zagra (toate din județul Bistrița-Năsăud), precum și din Călinești (județul Argeș), Cătina (județul Buzău),Hodac (județul Mureș), Jina și Sadu (județul Sibiu) și Vaideeni (județul Vâlcea).
Instructorii formației de trișcași din Leșu, au fost în decursul timpului, Marica Larion și Bagi Lenuț.

#### Jocul
Așa cum rezultă din lucrările de specialitate ale profesorilor leșeni Todica Larion și Maria Suciu , în vechime până în 1940, se jucau dansuri ce se asemănau atât ca ritm cât și ca melodie cu cele din Bucovina. Dintre aceste dansuri, care au început treptat să dispară, amintim:
- - a) Corăbeanca dans practicat numai de bărbați. Dansul consta dintr-un cerc în care bărbații se prindeau de mână, și avea un vătaf, care ordona toate mișcările întregii echipe prin comenzi verbale:
    - Chipăruș degetu-n sus
    - Chipăruș căciula-n dreapta!
    - Chipăruș

  - b) Archeneaua dans cu puternice influențe bucovinești, jucat de asemenea numai de bărbați. Ei se prindeau de mână, formând un șir care executa mișcări în ritmul unei hore moldovenești, într-un tempo mai accelerat. Cel din față, vătaful, ținea în mână o nuia cu care trebuia să lovească pe ultimul dansator. Acesta trebuia să fie un flăcău isteț și ager, să se miște pe sub ceilalți, să meargă în altă direcție decât vătaful, să facă orice exhibiții ca să nu poată fi lovit cu nuiaua de către vătaf. În momentul în care era atins trebuiasă facă schimb cu vătaful.
  - c) Moldoveanca, dans mixt, în care dansatorii se adunau, în cerc, cu pași rapizi, ca în bătuta modovenească.
  - d) Călușarii dans bărbătesc care se aseamănă foarte mult cu Călușarii din Câmpia Transilvaniei în ceea ce privește desfășurarea și coregrafia lui. La Leșu călușarii s-au jucat prima dată în 1910, când flăcăii din sat au fost învățați de un român venit de prin părțile Sibiului. Echipa de călușari a căminului cultural Leșu a fost înființată în 1927, când un grup de tineri au jucat acest dans în curtea bisericii. Călușarul s-a păstrat până astăzi fiind jucat de tineri la căminul cultural cât și de elevii școii generale. Dintre instructorii care au pregătit echipa de călușari îi amintim pe Leon Marica, Grigore Gomboș, Nicolae Lupșan și alții.
  - e)Sârba dans a cârui melodie este de proveniență moldovenească. Dansul se joacă atât de către fete cât și de către băieți. Feciorii și fetele se prind în perechi, cuprinși cu o mână după cap, iar cu cealaltă ținându-se unul de altul pe la spate. Fiecare figură care urmează este ordonată prin strigături.

Alte dansuri cunoscute și jucate de tinerii leșeni, au fost, și unele mai sunt și astăzi: brâul, roata cu fete, de-a mâna, țigănește, învârtita.
Cu ani în urmă, hora se desfășura în pavilionul din centrul satului, care părea o grădină de flori, frumusețea costumelor, cămășilor și a pânzăturilor constituind o adevărată expoziție de artă. Hora era organizată de unul din feciorii isteți, care angajau ceterași și aveau grijă de buna desfășurare a jocului. Jocul se desfășura într-o atmosferă sărbătorească. Când intra prima dată o fată în joc, toate privirile flăcăilor erau îndreptate înspre aceasta. Fata venea la joc însoțită de prietene sau vecine mai mari, care aveau menirea de a o iniția pe tânăra fată, care trecea, într-o altă stare: din rândul copilelor, în rândul fetelor de joc. Daca în vremuri mai îndepărtate fetele intrau în joc pe la 14-15 ani, astăzi intră la o vârstă mai mică, de 11-12 ani. Alături de tineri, la hora satului participau, ca spectatori, și cei vârstnici. Astăzi jocul duminical se desfășoară în căminul cultural și nu se ține cu regularitate; se organizează mai mult cu prilejul marilor sărbători de peste an, în restul duminicilor tineretul participă la discoteci.

### Obiceiuri

#### Șezătoarea
Șezătoarea la Leșu se păstrează din timpuri străvechi, când femeile și fetele torceau lâna și cânepa la lumina opaițului sau lămpii și se încălzeau la focul din vatră. Pentru a lucra mai cu spor și a face economie de „naft", fetele și femeile din jur se adunau în casa unor bătrâni sau a unei văduve, pe care îi ajutau ducând petrolul pentru lampă, lemne de foc sau chiar alimente: lapte, ouă, făină de mălai, slănină, brânză, dacă familia respectivă era mai nevoiașă. 
În general, șezătorile erau mixte, formate din fete, neveste, femei bătrâne și feciori, dând prilejul fetelor să învețe multe lucruri de la cele mai în vârstă. Șezătoarea avea, așadar, o valoare de inițiere și era organizată pe grupuri de case mai apropiate.
Șezătorile încep toamna târziu, după ce se termină toate muncile câmpului, țin toată perioada Postului Crăciunului și se continuă în Câșlegi, până în preajma începerii muncilor de primăvară. În șezătoare muca este îmbinată cu petrecerea, deoarece aici se spun noutățile satului, snoave, povești, ghicitori, se cântă, se practică diferite jocuri tradiționale, iar de cele mai multe ori se termină cu joc, după melodia cântată, de obicei, la fluier („trișcă").
Astăzi numărul șezătorilor a scăzut și sunt mai mult șezători de fete și feciori, alături de care mai participă și neveste tinere.

#### Claca
Dintre obiceiurile foarte vechi legate de munca în gospodărie se mai mențin și astăzi „clăcile", ca forme de întrajutorare în muncă. Acestea se desfășoară pe tot parcursul anului. Amintim clăcile de: cosit, gunoit, desfăcut porumb, colectat lână, prășit, secerat, cărăușit (mai ales atunci când omul își construiește o casă). La unele dintre ele s-a renunțat, dar majoritatea au rămas, ca semn al solidarătății sătești, ca formă de întrajutorare, dar și ca prilej de destindere și veselie după munca efectuată. Cea mai îndrăgită și mai plină de fast era claca de secerat, în urma căreia se împletea din cele mai frumoase spice de grâu, o cunună, care era adusă în sat cu cântece și alai, udată pe drum de flăcăi și adusă la casa gospodarului, unde urma jocul și veselia ce țineau până în zorii zilei. 

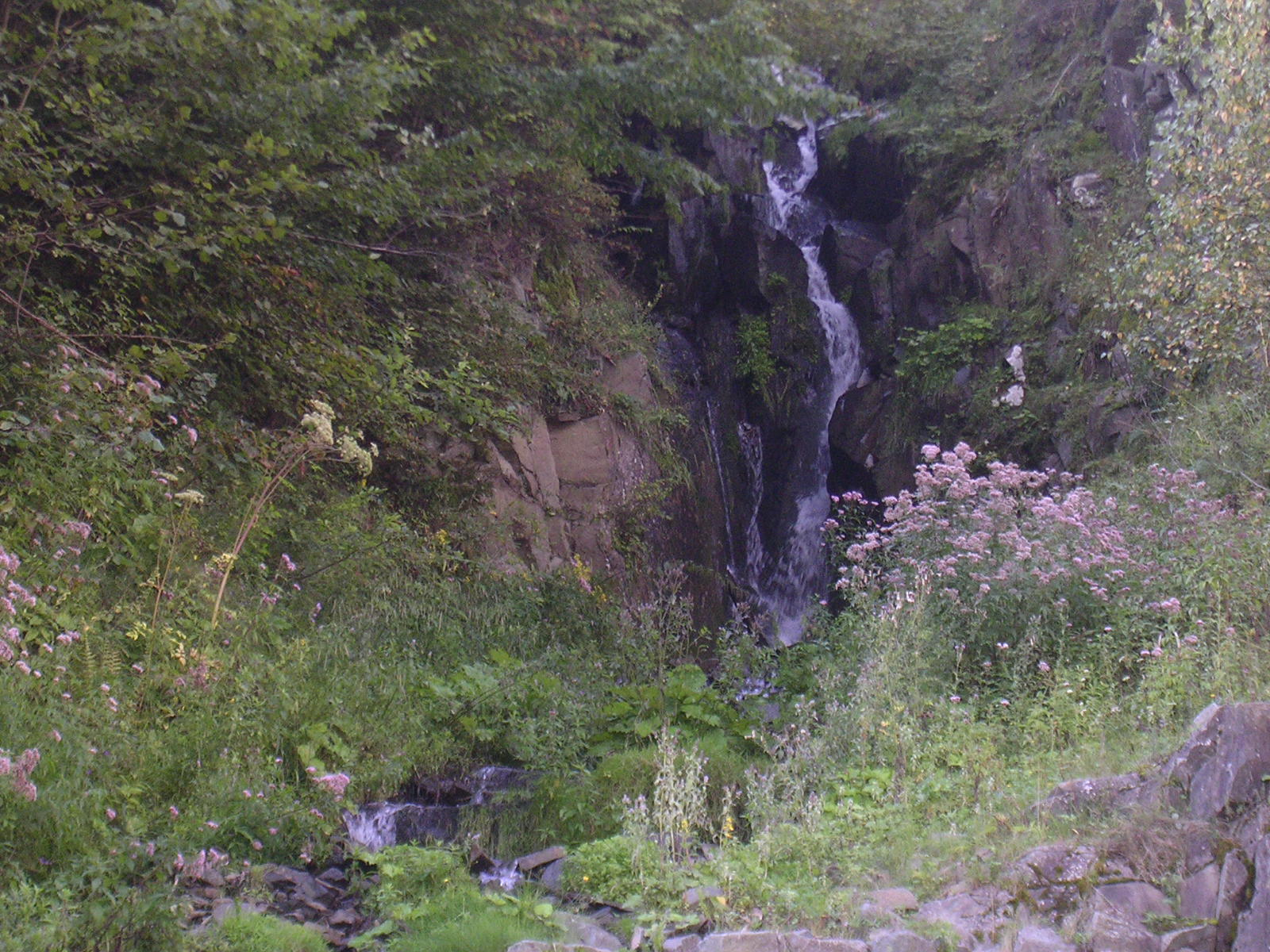
Boscadau

Obiceiul cununii era unul dintre cele mai frumoase obiceiuri, deoarece țarinile din jurul satului erau, cu ani în urmă, pline de holde de grâu, orz, ovăz sau secară, iar seceratul era efectuat doar cu secera, manual, fiind nevoie de mulți secerători pentru adunatul acestora. Cununa, simbol al hărniciei și rodniciei pământului, era adevăratul ceremonial al recoltei. Gospodarul care avea mai mult grâu de secerat („un om găzdac") făcea clacă, chemând fetele din sat să secere gratuit, de obicei o jumătate de zi. În general, claca se organiza unde era fată de măritat sau fecior de însurat, fiind prilej de ajutorare și petrecere, dar având și rol de a pregăti formarea unei noi familii. Fetele își chemau și drăguții, care legau snopii, îi adunau și îi puneau clăi. După ce terminau de secerat, fetele alegeau spicele cele mai frumoase și împleteau o cunună. Se alegea apoi, dintre secerătoare, o fată, cea mai frumoasă și mai vrednică, care trebuia să ducă cununa, pe cap, până la gazdă acasă. Ea era fie drăguța flăcăului gazdei, fie una dintre neamurile gazdei, fiind dinainte numită de gazdă să aducă cununa. Fata, întruchipând rodnicia câmpului și perpetuarea speciei umane, trebuia să fie curată ca o mireasă: „Cine duce cununa/Curată-i ca lumina".
Cununa, ca obiect ritual, reprezintă puterea pământului de pe care s-a strâns recolta și implică posibilitatea refertilizării magice a acestui pământ: pentru aceasta cununa trebuia purtată de o fecioară - reprezentând idealul de puritate - și trebuia udată, iar sămânța ei trebuia amestecată cu sămânța care urma să fie aruncată pe ogor în următoarea perioadă de vegetație. 
Spre seară, fetele porneau cu cununa spre sat în alai, în față mergând fata ce purta cununa, urmată de restul fetelor, cântând tot timpul drumului, pe o melodie doinită, „horia cununii", până ce ajungeau la gazdăi. La porți, sătenii admirau secerătoarele, iar flăcăii ieșeau cu cofele și udau cununa. Fata care purta cununa trebuia să se învârtă în așa fel, încât să nu fie udată pe haine.

## Obiective turistice
- Statuia Lupa Capitolina

## Galerie de imagini

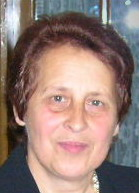
Prof. Maria Suciu - director Șc. Generală Leșu
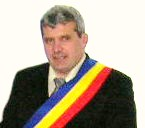
Nicolae-Grigore Lupșan - primarul comunei Leșu